# تانجو إسبانا

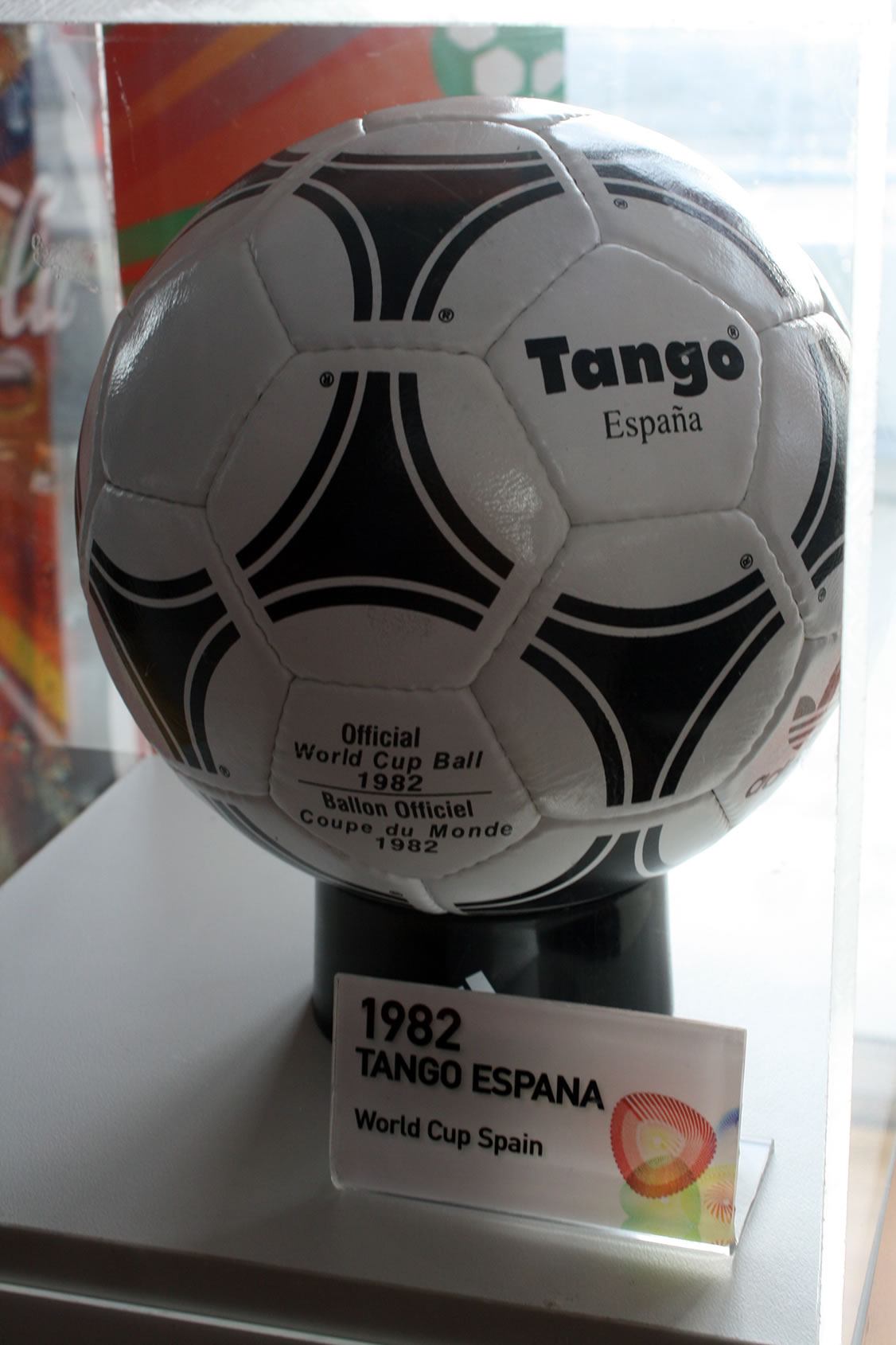

كرة القدم تانجو إسبانا (بالإنجليزية: Tango España)‏، الكرة الرسمية لكأس العالم 1982 التي أقيمت في إسبانيا، أنتجت من قبل شركة اديداس للأقشمة الرياضية، وهي أول كرة متعددة الألوان.
| سبقه تانجو | الكرة الرسمية لكأس العالم لكرة القدم 1982 | تبعه أديداس أزاتيكا |